# Bathyphantes keeni
Bathyphantes keeni là một loài nhện trong họ Linyphiidae.
Loài này thuộc chi Bathyphantes. Bathyphantes keeni được James Henry Emerton miêu tả năm 1917.